# Adelius determinatus
Adelius determinatus är en stekelart som först beskrevs av Forster 1851.  Adelius determinatus ingår i släktet Adelius och familjen bracksteklar. Inga underarter finns listade i Catalogue of Life.